# Franklyn Seales
Franklyn Seales (Isla de San Vicente, San Vicente y las Granadinas, 15 de julio de 1952-Nueva York, 14 de mayo de 1990) fue un actor estadounidense.
Sus apariciones en películas son en The Onion Field, Star Trek: The Motion Picture, Beulah Land, Southern Comfort, y The Taming of the Shrew.
Las apariciones en televisión son en 3 episodios de la serie Hill Street Blues, 1 episodio de Wiseguy, 1 episodio en Growing Pains, en la serie Amen durante una temporada y en Silver Spoons.
Murió el 21 de mayo de 1990 en la ciudad de Nueva York debido al Sida.
- Datos: Q711870